# Masters de París 2007
El Masters de París 2007 (también conocido como 2007 BNP Paribas Masters por razones de patrocinio) fue un torneo de tenis jugado sobre pista dura. Fue la edición número 36 de este torneo. Se celebró entre el 27 de octubre y el 7 de noviembre de 2007. 

## Campeones

### Individuales masculinos
David Nalbandian vence a  Rafael Nadal 6–4, 6–0.

### Dobles masculinos
Bob Bryan /  Mike Bryan vencen a  Daniel Nestor /  Nenad Zimonjić, 6–3, 7–6 (7–4)
| Predecesor: París 2006 | Masters de París 2007 | Sucesor: París 2008 |